# Grove Press
Grove Press est une maison d'édition américaine fondée en 1951 à New York. Elle fait partie depuis 1993 du groupe éditorial indépendant Grove Atlantic (en). 
Très tôt, elle contribua, entre autres, à publier de nombreux auteurs liés au nouveau roman français, mais aussi ceux du courant Beat Generation, ainsi que de nombreux textes alors jugés comme obscènes.

## Histoire
Appuyée sur une librairie ouverte en 1947 sur Grove Street, dans le Greenwich Village (Manhattan), Grove Press est au départ une petite maison d'édition fondée en 1949 par John Balcomb et Robert Phelps. Le duo ne publie que trois livres en trois ans, et revend la maison à Barney Rosset (en) (1922-2012) en 1951 pour 3 000 dollars.
Dès ses débuts, Barney Rosset transforme Grove Press en une maison ouverte aux nouveaux courants littéraires avantgardistes et décalés, à l'instar de Lawrence Ferlinghetti qui ouvre la librairie City Lights Bookstore à San Francisco en 1953. 
En 1957, Rosset créa le mensuel littéraire Evergreen Review, qui accueillit dès son premier numéro des textes de Jean-Paul Sartre et de Samuel Beckett, lequel avait été publié chez Grove dès 1954, pour En attendant Godot, par le biais d'Olympia Press fondée par Maurice Girodias avec lequel Rosset est en lien. Les dramaturges du XXe siècle trouvent en Grove un éditeur d'élection : que ce soit Alfred Jarry, Eugène Ionesco ou Harold Pinter.
Les auteurs de la Beat Generation comme Jack Kerouac, William Burroughs, et Allen Ginsberg sont édités chez Grove dès la fin des années 1950.
En 1959, Richard Seaver (en), qui avait passé de nombreuses années en France, apporte au catalogue des auteurs comme Jean Genet et de nouveaux textes de Beckett, mais aussi Henry Miller, Harold Pinter, Sade, William S. Burroughs, Alexander Trocchi, etc. Grove est ainsi le premier éditeur américain de Sade, traduit par Seaver et Austryn Wainhouse (sous le pseudonyme, du fait de la censure, de Pieralessandro Casavini).
En 1961, le catalogue compte plus de 500 titres.
En 1964, l'entreprise devient rentable, au moment même où Grove Press gagne l'une des batailles judiciaires les plus importantes de l'après-guerre, la liberté, au nom du Premier amendement de la Constitution des États-Unis, de publier certains ouvrages d'Henry Miller jusqu’à lors censurés, mais aussi un ouvrage comme L'Amant de Lady Chatterley de D.H. Lawrence. Vers la fin des années 1960, Grove se lance dans la distribution de films indépendants, fonde un club de livres, multiplie les revues littéraires, s'engage sur différents fronts politiques (mouvements pacifistes, Black Power, révoltes étudiantes, féminisme), et, devenue une société anonyme, ouvre son capital en 1967. Pendant un temps, elle publie des livres pour enfants. 
En 1970, un conflit éclate entre Rosset et ses 150 employés : un grève dégénère à l'issue de laquelle tous sont renvoyés (même Seaver, qui est en fait réembaucher plus tard). Ces conflits entrainent le départ de Richard Seaver et une nouvelle gestion du fonds. En 1985, Rosset décide de revendre sa maison aux mécènes Ann Getty — épouse du milliardaire Gordon Getty — et George Weidenfeld pour deux millions de dollars, tout en restant à la tête de la direction éditoriale et de Evergreen Review.
En 1991, Grove fusionne un temps avec Weidenfeld & Nicolson, puis, en 1993, avec The Atlantic Monthly pour former le groupe Grove Atlantic (en).